# Kean - Genio e sregolatezza
Kean - Genio e sregolatezza è un film biografico del 1956 diretto da Vittorio Gassman, tratto dall'opera teatrale Kean, ou Désorde et Génie di Alexandre Dumas (padre) del 1836 e dal suo adattamento omonimo del 1953 di Jean-Paul Sartre. Gassman aveva già portato a teatro l'opera due anni prima, nel 1954.

## Trama
Edmund Kean è un popolarissimo e istrionico attore inglese dell'Ottocento dedito però ai vizi e pieno di debiti. Contende al principe del Galles, suo compagno di sregolatezze, la moglie dell'ambasciatore danese, ma alla fine si innamora di Anna, una giovane ma promettente attrice debuttante.

## Produzione
Girato in tre settimane nel Teatro Valle di Roma (eccettuata la scena ambientata nella taverna), il film è il risultato di una coproduzione tra la Lux Film e la Vides di Franco Cristaldi.
"Produttore giovane che amava far debuttare i giovani", Cristaldi volle includere nel progetto Francesco Rosi, come condizione per affidargli la regia di un successivo film (che sarebbe stato La sfida). Come "regista-ombra" - "direttore tecnico" nei titoli -, Rosi affiancò così Vittorio Gassman, anch'egli all'esordio nella regia cinematografica, cui fu affidata, in particolare, la direzione teatrale di un testo per il quale, oltre ad essere stato mattatore sulla scena, aveva già curato l'allestimento per il teatro due anni prima, nel 1954.
Per il fotografo Gianni Di Venanzo si trattò della prima esperienza con il colore.

## Critica
Nell'affrontare la figura di Kean, "...uno dei personaggi più rappresentativi di una concezione romantica, luciferina dell'attore, ...di una professione giocosa ma pericolosa" "il film appare costruito su misura sulle abilità istrioniche di Vittorio Gassman".
D'altro canto, è stato indicato il rilevante contributo di Rosi: in particolare nella panoramica iniziale, dai palchi sino agli attori, alle prese con l'ultimo atto dell'Amleto, e nel piano sequenza dell'episodio centrale nella taverna, in cui gli astanti ascoltano rapiti il triste canto della prostituta Fanny - una Valentina Cortese neppure citata nei crediti. In queste scene è stato individuato un debito nei confronti della lezione di Luchino Visconti, e in particolare di Senso, cui il giovane co-direttore aveva partecipato come assistente alla regia.

## Film precedenti
L'inquieta esistenza del celebre attore britannico era già stata portata ripetutamente sullo schermo nell'età del cinema muto. In particolare, "...per il sapiente gioco di luci ed ombre e la perfetta organizzazione dello spazio", nonché per l'interpretazione del divo Ivan Mozžuchin, si distinse Kean ou Désordre et génie di Aleksandr Volkov. In Italia, l'operazione era stata precedentemente tentata da Guido Brignone, con un film omonimo del 1940 interpretato da Rossano Brazzi.